# Hostal

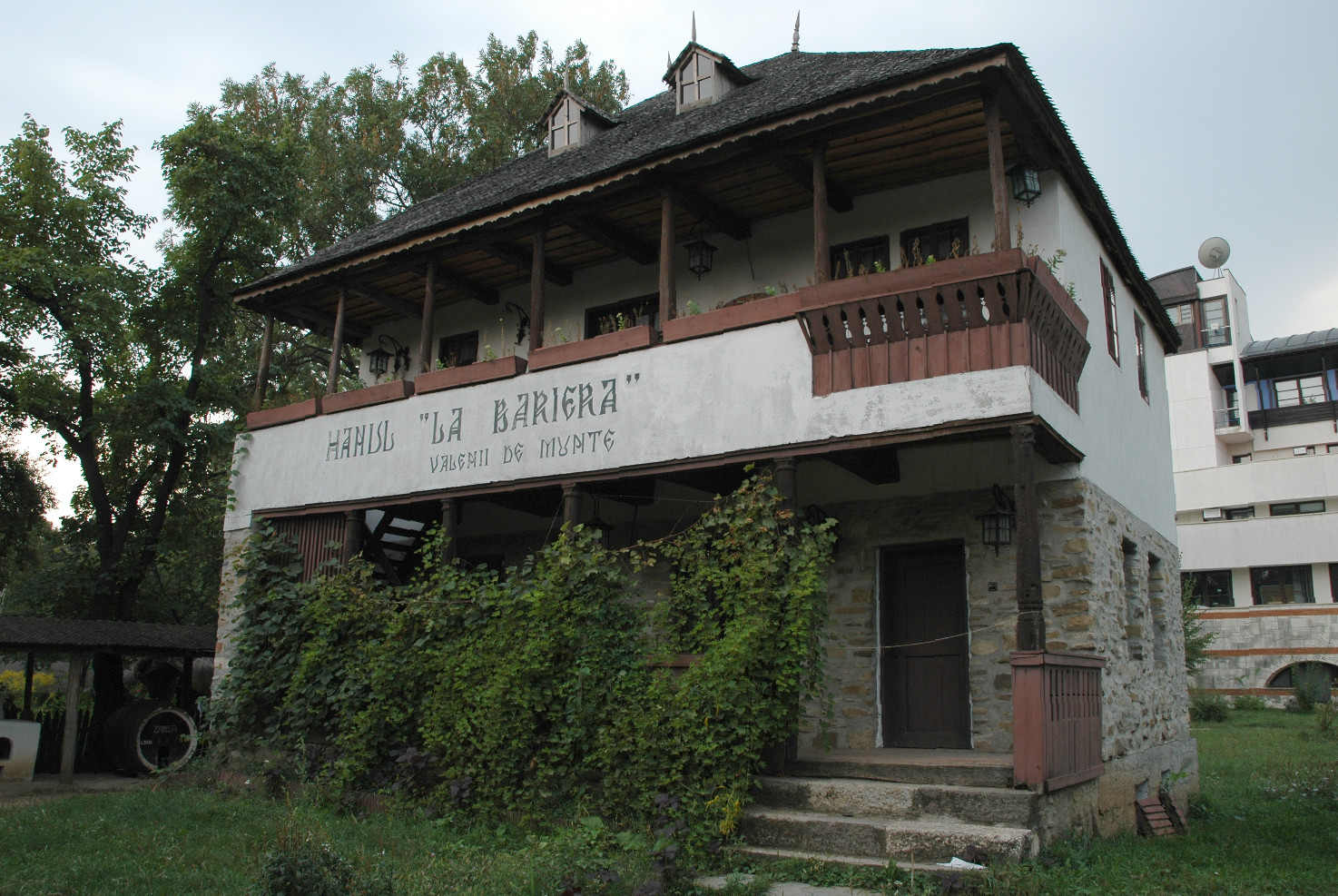
Taverna La Barieră del (Bucarest, Romania)

Un hostal o fonda és un establiment on els viatgers poden adquirir menjar, beguda i allotjament. Tenen l'origen en els establiments per viatgers que arribaven a un indret a vendre els seus productes i necessitaven allotjament per als seus animals. Al segle xx, amb l'expansió del turisme, han estat generalment substituïts pels hotels.
Hi ha una distinció formal ben clara entre una posada, un hostal i altres tipus d'establiments com albergs i motels. Les institucions de les diverses autonomies a Espanya estableixen quines són les normatives per poder qualificar un allotjament d'hostal, hotel o simplement com a allotjament de vacances. Per exemple, un allotjament sense restaurant no pot tenir la classificació d'hotel, mentre que una posada pot tenir-ne, però no necessita tenir-ne cap.

## Història
A Europa se'n troben des que els romans van començar a construir-hi el seu sistema de calçades romanes fa dos mil·lennis, amb les tavernes i les mansions. Per això, algunes posades d'Europa tenen diversos segles d'antiguitat.
A l'Europa medieval, els primers hostals es documenten el segle x. La funció dels hostals, històricament, era donar cobert a les cavalleries i els productes d'aquells que arribaven a un indret per vendre la seva mercaderia. Els clients més habituals eren pagesos, tractants d'animals, carboners, pallolers i llenyataires. Inicialment, els hostals tenien un habitatge per a l'hostaler, una sala menjador per als hostes i un estable per a les cavalleries, a més de porxades per a tenir-hi els carros. Amb el temps, es feu més habitual el servei de cuina, menjador i dormitori.
Hi solia haver hostals a les ciutats i poblacions amb mercats importants, i se situaven habitualment als encreuaments de camins i les entrades de les poblacions. A Mallorca, n'hi havia als pobles més dinàmics (Inca, Pollença, Sineu, Sóller, Llucmajor, Manacor) però sobretot a la ciutat, tant extramurs (per exemple, al raval de Santa Catalina) com dins la ciutat, sobretot dins la parròquia de Santa Eulàlia, a la barriada del carrer del Sindicat i la Gerreria, on encara es conserven carrers com el carrer de l'Hostal d'en Bauló, de l'Hostal de Santanyí, de l'Hostal de l'Estel i, principalment, el carrer dels Hostals. Més endavant també se n'acumularen molts a la confluència dels camins d'Inca i Manacor, davant la Porta de Sant Antoni, a l'indret de les Enramades. D'altra banda, les barriades dels Hostalets i l'Hostalot tenen el seu origen en antics hotals.
Els que tenien per ofici encarregar-se d'un hostal rebien el nom d'hostalers, que eren considerats menestrals. El 1445, els hostalers de Barcelona es constituïren en confraria, juntament amb els taverners, i es posaren sota l'advocació de santa Marta. La sala de juntes era al carrer de la Corríbia, i el centre religiós, al convent del Carme. A Mallorca, els hostalers fundaren el seu col·legi el 1502, i també tenien com a patrona santa Marta, a més de sant Roc, i celebraven les seves festes religioses al convent de Sant Francesc. A València també hi hagué col·legi d'hostalers, i a Perpinyà també compartien corporació amb els taverners.

## Sinònims
Altres noms per a les fondes o hostals són:
- Alberg de joventut[5] (en cas d'estar dedicat al jovent)
- Casa d'hostes[6]
- Dispesa[7]
- Hostalatge[8]
- Pensió[9]
- Posada[10]